# Cheiridium piracanjubae
O pseudoescorpião Cheiridium piracanjubae é a nova espécie descoberta de aracnídeo, encontrada na “savana brasileira”, o bioma Cerrado. Ele foi encontrado no Parque Natural Municipal das Orquídeas José Pinheiro de Souza, por três estudantes da Universidade Estadual de Goiás (UEG), Jéssica Silva dos Reis e Edwin de Jesus Bedoya Roqueme, ambos do mestrado em Recursos Naturais do Cerrado, e Renata de Freitas Barroso, do mestrado em Ambiente e Sociedade na mesma universidade. O professor coordenador do Laboratório de Ecologia Comportamental de Aracnídeos, frequentado por esses alunos, é o Everton Tizo Pedroso.

A descoberta foi publicada em 7 de agosto de 2023, no periódico Studies in Neotropical Fauna and Environmental. Segundo a UEG, a publicação está dentro de uma linha de pesquisa para conservação dos aracnídeos no Cerrado, desenvolvida pelo laboratório citado anteriormente.

## Descrição
O Brasil se destaca na diversidade de pseudoescorpiões, com mais de 180 espécies registradas pelo país. Os aracnídeos, com comprimento de milímetros, tem grande importância ecológica, sendo estes controladores de populações de pequenos invertebrados que estejam no ambiente, como os ácaros.
As espécies da família Cheiridiidae têm distribuição global, mas o C. piracanjubae é a terceira espécie do gênero encontrada no Brasil, o que torna essa descoberta surpreendente, levando em consideração o título de hotspot que o Cerrado carrega e ainda a carência de dados sobre a fauna de aracnídeos no território nacional.

## Etimologia
O pseudoescorpião é da família Cheiridiidae, nativo da região centro-oeste do Brasil. Seu nome tem origem do latim Cheir- que significa “mão” e o sufixo -idium que deriva “estrutura”, o que faz referência aos pedipalpos (comumente chamados de pinças). Já o epíteto “piracanjubae” provém de uma homenagem latinizada do município brasileiro onde foi encontrada a espécie, localizado em Piracanjuba - GO.

## Taxonomia
Carapaça subtriangular, com um sulco profundo, localizado na parte do meio, “Capuz” desenvolvido, um par de olhos pequenos e distintos. Depressão circular distinta na metazona da margem posterior e em contato com o sulco transversal. Processos de cada lado na margem lateral, pontiagudos e outras cerdas fracamente robustas.

## Distribuição
Conhecido apenas na localidade  (Parque Natural Municipal das Orquídeas José Pinheiro de Souza) na Mesorregião Sul de Goiás.

## Preservação
Um dos fatores essenciais no habitat dos pseudoescorpiões são as pequenas fendas e rachaduras dos troncos das árvores nas quais eles podem se abrigar, da mesma forma, a casca de árvores é um microhabitat importante para esse grupo de aracnídeos (Weygoldt 1969). Os cheiridiidae parecem ser um grupo de pseudoescorpiões muito sensíveis à influência antrópica (Vitali-Di Castri 1962), os espécimes de C. piracanjubae, foram coletados primeiro em uma área sob baixa intervenção antrópica. No entanto, a segunda coleção ocorreu em uma segunda área, sendo um pequeno fragmento de vegetação perto da área de conservação principal. Outras espécies de cheiridiids são conhecidas em áreas alteradas, com a exceção parcial de C. andinum com habitat em árvores específicas (Vitali-Di Castri 1962, 1966, 1983).